# Nyemba (Zambia)
Nyemba è un ward dello Zambia, parte della Provincia di Lusaka e del Distretto di Kafue.